# Farmor fylder 80
Farmor fylder 80 er en film instrueret af Michael W. Horsten.

## Handling
En videodokumentation om farmors fødselsdag.